# Richard Dix

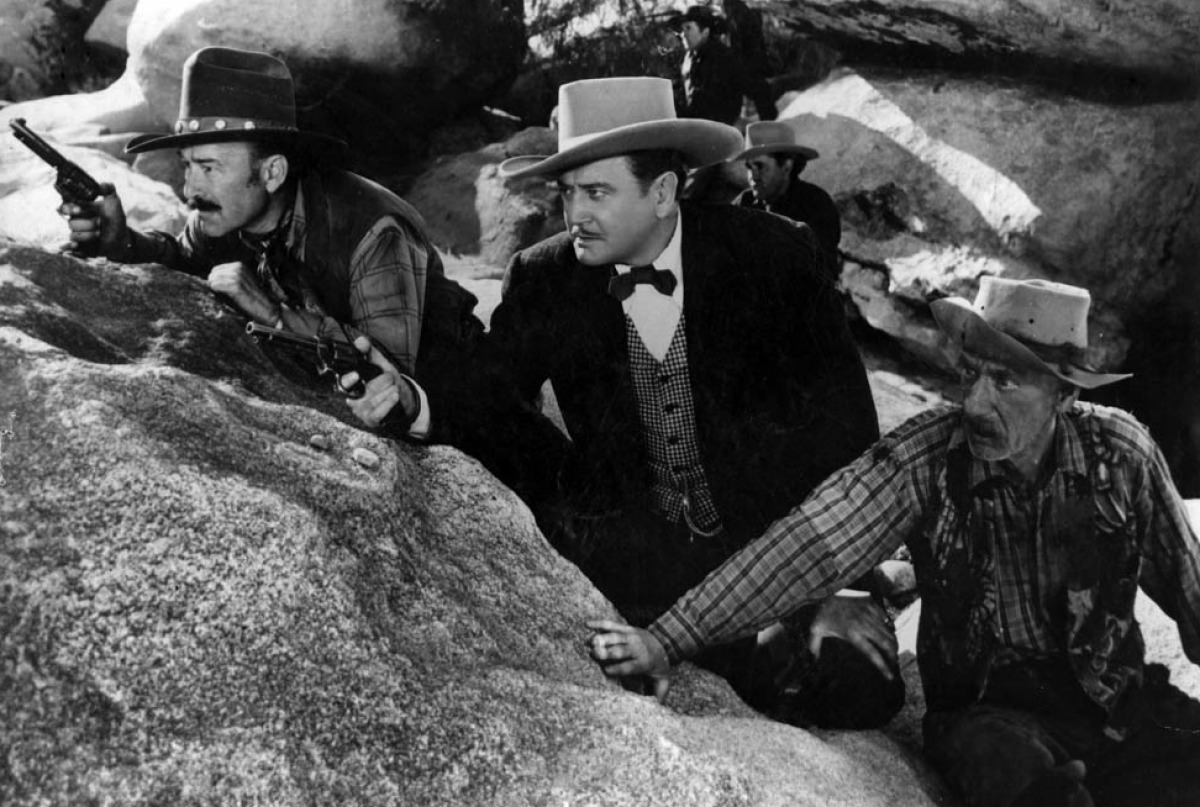
De la stânga la dreapta: Robert Armstrong, Richard Dix și Clem Bevans în The Kansan (1943)

Richard Dix (18 iulie 1893 - 20 septembrie 1949) a fost un actor american de teatru și film, care a fost popular atât în epoca filmului mut cât și în cea a filmului vorbit.

## Filmografie
| An   | Film                      | Rol                         | Note                                                             |
| ---- | ------------------------- | --------------------------- | ---------------------------------------------------------------- |
| 1917 | One of Many               | James Lowery                | film pierdut                                                     |
| 1921 | Not Guilty                | Paul Ellison/Arthur Ellison | film pierdut                                                     |
| 1921 | All's Fair in Love        | Bobby Cameron               | film pierdut                                                     |
| 1921 | Dangerous Curve Ahead     | Harley Jones                | film pierdut                                                     |
| 1921 | The Poverty of Riches     | John Colby                  | film pierdut                                                     |
| 1922 | The Glorious Fool         | Billy Grant                 | film pierdut                                                     |
| 1922 | Yellow Men and Gold       | Parrish                     | film pierdut                                                     |
| 1922 | Fools First               | Tommy Frazer                | film pierdut                                                     |
| 1922 | The Wall Flower           | Walt Breen                  | film pierdut                                                     |
| 1922 | The Bonded Woman          | Lee Marvin                  | film existent; copie la Gosfilmofond                             |
| 1922 | The Sin Flood             | Bill Bear                   | film pierdut                                                     |
| 1923 | The Christian             | John Storm                  | film existent; George Eastman House                              |
| 1923 | Quicksands                | Lieutenant Bill             | film pierdut                                                     |
| 1923 | Souls for Sale            | Frank Claymore              | film existent                                                    |
| 1923 | The Woman with Four Faces | Richard Templar             | film pierdut                                                     |
| 1923 | Racing Hearts             | Robby Smith                 | film pierdut                                                     |
| 1923 | To the Last Man           | Jean Isbel                  | survives; copy at Gosfilmofond                                   |
| 1923 | The Ten Commandments      | John McTavish               | film existent; George Eastman, Library of Congress               |
| 1923 | The Call of the Canyon    | Glenn Kilbourne             | film existent; Gosfilmofond, Library of Congress                 |
| 1924 | The Stranger              | Larry Darrant               | film pierdut                                                     |
| 1924 | Icebound                  | Ben Jordan                  | film pierdut                                                     |
| 1924 | Unguarded Women           | Douglas Albright            | film pierdut                                                     |
| 1924 | Sinners In Heaven         | Alan Croft                  | film pierdut                                                     |
| 1924 | Manhattan                 | Peter Minuit                | film pierdut                                                     |
| 1924 | Too Many Kisses           | Richard Gaylord, Jr         | film existent; Library of Congress                               |
| 1924 | A Man Must Live           | Geoffrey Farnell            | film pierdut                                                     |
| 1925 | The Shock Punch           | Randall Lee Savage          | film existent;Library of Congress                                |
| 1925 | Men and Women             | Will Prescott               | film pierdut                                                     |
| 1925 | The Lucky Devil           | Randy Farnum                | film existent;Library of Congress                                |
| 1925 | The Vanishing American    | Nophaie                     | film existent;Library of Congress                                |
| 1925 | Womanhandled              | Bill Dana                   | film existent;Library of Congress                                |
| 1926 | Let's Get Married         | Billy Dexter                | film existent;Library of Congress                                |
| 1926 | Fascinating Youth         | Himself (cameo)             | film pierdut                                                     |
| 1926 | Say It Again              | Bob Howard                  | film pierdut                                                     |
| 1926 | The Quarterback           | Jack Stone                  | film existent;Library of Congress                                |
| 1927 | Paradise for Two          | Steve Porter                | film pierdut                                                     |
| 1927 | Knockout Reilly           | Dundee "Knockout" Reilly    | film pierdut                                                     |
| 1927 | Man Power                 | Tom Roberts                 | film pierdut                                                     |
| 1927 | Shanghai Bound            | Jim Bucklin                 | film pierdut                                                     |
| 1927 | The Gay Defender          | Joaquin Murrieta            | film pierdut                                                     |
| 1928 | Sporting Goods            | Richard Shelby              | film pierdut                                                     |
| 1928 | Easy Come, Easy Go        | Robert Parker               | film pierdut                                                     |
| 1928 | Warming Up                | Bert Tulliver               | film pierdut                                                     |
| 1928 | Moran of the Marines      | Michael Moran               | film pierdut                                                     |
| 1929 | The Love Doctor           | Dr. Gerald Summer           | film existent; amongst the 700 Paramounts now owned by Universal |
| 1929 | Redskin                   | Wingfoot                    | film existent; Library of Congress                               |

| An   | Film                       | Rol                                  | Note |
| ---- | -------------------------- | ------------------------------------ | ---- |
| 1929 | Nothing But the Truth      | Robert Bennett                       |      |
| 1929 | The Wheel of Life          | Captain Leslie Yeullet               |      |
| 1929 | Seven Keys to Baldpate     | William Halliwell Magee              |      |
| 1930 | Lovin' the Ladies          | Peter Darby                          |      |
| 1930 | Shooting Straight          | Larry Sheldon                        |      |
| 1931 | Cimarron                   | Yancey Cravat                        |      |
| 1931 | Young Donovan's Kid        | Jim Donovan                          |      |
| 1931 | The Public Defender        | Pike Winslow                         |      |
| 1931 | Secret Service             | Captain Lewis Dumont                 |      |
| 1932 | The Lost Squadron          | Capt. "Gibby" Gibson                 |      |
| 1932 | Roar of the Dragon         | Captain Chauncey Carson              |      |
| 1932 | Hell's Highway             | Frank 'Duke' Ellis                   |      |
| 1932 | The Conquerors             | Roger Standish/Roger Standish Lennox |      |
| 1933 | The Great Jasper           | Jasper Horn                          |      |
| 1933 | No Marriage Ties           | Bruce Foster                         |      |
| 1933 | Ace of Aces                | 2nd Lt. Rex "Rocky" Thorne           |      |
| 1933 | Day of Reckoning           | John Day                             |      |
| 1934 | Stingaree                  | Stingaree                            |      |
| 1934 | His Greatest Gamble        | Phillip Eden                         |      |
| 1934 | West of the Pecos          | Pecos Smith                          |      |
| 1935 | The Arizonian              | Clay Tallant                         |      |
| 1935 | The Tunnel                 | Richard 'Mack" McAllan               |      |
| 1936 | Yellow Dust                | Bob Culpepper                        |      |
| 1936 | Special Investigator       | William "Bill" Fenwick               |      |
| 1936 | Devil's Squadron           | Paul Redmond                         |      |
| 1937 | The Devil's Playground     | Jack Dorgan                          |      |
| 1937 | The Devil Is Driving       | Paul Driscoll                        |      |
| 1937 | It Happened in Hollywood   | Tim Bart                             |      |
| 1938 | Blind Alibi                | Paul Dover                           |      |
| 1938 | Sky Giant                  | Capt. W.R. "Stag" Cahill             |      |
| 1939 | Man of Conquest            | Sam Houston                          |      |
| 1939 | Here I Am a Stranger       | Duke Allen                           |      |
| 1939 | Reno                       | Bill Shear                           |      |
| 1940 | The Marines Fly High       | Lt. Danny Darrick                    |      |
| 1940 | Men Against the Sky        | Phil Mercedes                        |      |
| 1940 | Cherokee Strip             | Marshal Dave Morrell                 |      |
| 1941 | The Roundup                | Steve Payson                         |      |
| 1941 | Badlands of Dakota         | Wild Bill Hickok                     |      |
| 1942 | Tombstone                  | Wyatt Earp                           |      |
| 1942 | American Empire            | Dan Taylor                           |      |
| 1943 | Eyes of the Underworld     | The Chief, Richard Bryan             |      |
| 1943 | Buckskin Frontier          | Stephen Bent                         |      |
| 1943 | The Kansan                 | John Bonniwell                       |      |
| 1943 | Top Man                    | Tom Warren                           |      |
| 1943 | The Ghost Ship             | Captain Will Stone                   |      |
| 1944 | The Whistler               | Earl C. Conrad                       |      |
| 1944 | The Mark of the Whistler   | Lee Selfridge Nugent                 |      |
| 1945 | The Power of the Whistler  | William Everest                      |      |
| 1945 | Voice of the Whistler      | John Sinclair (John Carter)          |      |
| 1946 | Mysterious Intruder        | Don Gale                             |      |
| 1946 | The Secret of the Whistler | Ralph Harrison                       |      |
| 1947 | The Thirteenth Hour        | Steve Reynolds                       |      |